# 宝可梦系列
（旧译）是一個跨媒體製作的作品系列，包括遊戲、動畫、漫畫、卡片遊戲及相關產品；系列最初起源于GAME FREAK代表田尻智提出的原案，於1995年開始宣傳，1996年由任天堂於Game Boy平台發行首款遊戲《宝可梦 红／绿》。
因其獨特的遊戲系統廣受大眾的歡迎，初代遊戲在日本銷量即破1600萬（紅、綠二版本合計）。任天堂趁此熱潮，推出後續的一系列遊戲、漫畫、書籍、卡牌及週邊產品，還聯合日本東京電視台推出電視動畫，及往後一年一度的劇場版動畫電影，更在1998年成功進軍美國，後拓展至世界各地。除了少數地區因宗教等因素受阻，系列作品已成功进入全世界183國家，成為世界聞名的卡通和日本動畫形象。相關產品銷售額達數百億美元以上。因為各项业务的成長，1998年成立了独立的宝可梦公司（当时名为宝可梦中心公司，于2000年改为现名）專營，该公司為任天堂持股的子公司之一。
即是寶可夢所在世界中的所有虚构生物的总称。截至2024年1月，全系列的寶可夢共有1025種。

## 概要
該系列最早是在Game Boy遊戲《寶可夢 紅／綠》打下的基礎，這款作品在1996年2月27日發售。遊戲開發公司為GAME FREAK，社長田尻智也是負責概念開發設計的總監。
這部醞釀了六年的產品剛開始只售出十二萬套，遊戲中為了達成讓朋友之間互相交換所捕捉物種的樂趣，在當時相當少見地在設計中決定一次推出兩個版本，這種同款販賣兩次的行為，一度還被批評是圈錢，但幾個月後隨著週刊相關漫畫推出，在小學生之間口耳相傳後變得非常受矚目，尤其當後來人們發現一些卡帶存在BUG，其實這是因為遊戲被當時的程序員森本茂樹將代碼最佳化删除後，利用仅存的一点内存私下寫入了自己設計的寶可夢——夢幻，這項神祕的151號寶可夢的彩蛋，使有些玩家只能透過連機交換來得到，最終讓兩套作品都賣得非常好，這種發行方式使得雙版本成為了遊戲的傳統。之後本作品的續編也相繼發售。除本作品之外，衍生作品和相關作品也大量發售，包括電影、周邊商品等。
寶可夢除了遊戲之外，也被動漫化及人物商品化。此外，還推出了集換式卡片遊戲「寶可夢集換式卡牌遊戲」（Pokémon Trading Card Game），把寶可夢戰鬥的戰術透過卡片遊戲重現，使支持者擴展到TCG玩家層面，在日本國外也十分受歡迎，即使到現在其受歡迎程度也依然不減。
截至2011年，全世界的同名作品的遊戲銷售量已達到3000萬套。而本編系列，即由《寶可夢 紅／綠》到Nintendo DS《黑‧白》的19個版本的銷售量，直到2011年為止，已達到1億6000萬套以上，在角色扮演遊戲系列當中排行世界第一。如果以遊戲角色相關的遊戲軟體來比較，寶可夢的所有關聯系列合計已出貨3億份遊戲，此數值為世界第二位僅次瑪利歐各系列合計的5億份。自1996年遊戲發售以來，包括遊戲的相關市場（即所謂的寶可夢市場）的誕生，在全世界的累積銷售總額已達到3兆5000億日圓。
在1997年4月1日，東京電視台開始播放《寶可夢》的動畫，描述主角小智和他的伙伴和寶可夢們的冒險故事。此節目已持續播放20年以上，成為長壽動畫。在寶可夢中登場的寶可夢是非常重要的要素之一，受到動畫的影響，皮卡丘的各式各樣的商品也不斷推出。
另外寶可夢在漢字圈以外的稱呼為，開展與寶可夢相關商品業務的公司則稱為「寶可夢公司」（株式会社ポケモン）。

## 概念與設定

### 起源
本作概念起源於一種日本的鄉下兒童早年流行的娛樂方式——昆蟲收集與交換不同物種，當創始人田尻智小的時候，他就很喜歡這類消遣，日後日本工業發展並經歷了都市化，他成年進入城市工作後，希望能讓都市的孩子也感受到這種樂趣，便動手開發了寶可夢這部作品，遊戲允許玩家捕獲，收集，培育數百隻生物，也就是通常所說的寶可夢，而這些怪獸則是在GAME FREAK的早期小遊戲中所構思的。藉由與其他寶可夢對戰，寶可夢能夠提升等級甚至進化，成為更強大的寶可夢，習得新的絕招。在戰鬥中寶可夢幾乎不會流血或死亡，只是會暈倒（動畫中稱為「失去戰鬥能力」）（遊戲中稱「瀕死狀態」）。這對田尻智來說是一個敏感話題，因為他不想讓這個遊戲世界充滿更多「毫無意義的暴力」。任天堂為了讓這系列走出日本，在1998年將寶可夢連同動畫引入了美國，自此開啟了海外市場。

### 世界觀
最初時寶可夢本身的宗教味並不濃厚，不過在當時，隱藏的151號寶可夢「夢幻」成了蔚為一時的遊戲傳說，也增添了一點神話的味道。此外以夢幻為藍本，由人類所製造出來的寶可夢「超夢」，亦成為當時的話題。
第二世代則增添了一點東方神話的色彩，而在城鎮建築上也加入了東方風格、以及園林藝術。
第三世代以海陸空作為主題，以超古代時期的爭霸為背景，連結到現代形成的劇情。城鎮方面是歷代目前最有結合大自然味道的感覺。
第四世代加入了更多的神話要素，故事主題圍繞著時空的誕生及創世的起源，也因為這樣，讓整個世界觀變成偏向神導演化論。
第五世代則結合西方中古騎士道及東方太極陰陽的神話，黑.白版的封面獸萊希拉姆與捷克羅姆分別象徵真實與理想。合眾地區主要的特色就是高科技、現代化城市，並且在黑.白版中各自有不同的風格城市（黑之城市、白之森林），同時比以往更加探討自然與科技和諧共處的話題。
第六代中的世界觀轉換為對科技與生物學的崇拜，X.Y版的封面宝可梦哲爾尼亞斯與伊裴爾塔爾分別象徵生命與死亡，與之對立的傳說寶可夢基格爾德則象徵生態秩序。同時，任天堂直面會中亦曾表示XYZ代表座標軸的三個方向。
第七世代在以夏威夷為原型的新地區「阿羅拉地區」（日文︰アローラ 地方 ちほう ，英文︰Alola Region），增加新的遊戲要素「地區型態」，在阿羅拉地區生活的部份寶可夢有著與其它地區同類型寶可夢不同的樣貌與屬性，稱為「阿羅拉的樣子」。
第八世代在以英國為原型的「伽勒爾地區」 （日文︰ガラル，英文︰Galar Region），著重於寶可夢對戰及英式運動競技場文化，和阿羅拉一樣，增加「伽勒爾的樣子」並有只能在這個樣子進化的寶可夢。
第九世代在以西班牙和葡萄牙所在的伊比利半島為原型的「帕底亞地區」 （日文︰パルデア，英文︰Paldea Region），首次使用開放式世界的方式並設有三大主線供玩家探索，延續前兩代，有「帕底亞的樣子」，新增外觀很像，但非地區形態的寶可夢，以及相較原寶可夢看起來更具古代/科技感，神秘而無法解釋的悖謬寶可夢。

## 名稱
宝可梦的日文原名为，为英文转译而来的外来语。宝可梦的拉丁字母正式名称为，来源于其日文罗马字的缩写：。
由于该作品最初在华文地区并未推出统一的译名，导致台湾、香港、中国大陆和新加坡等地使用的标题是不同译名，台湾译作「神奇宝贝」，香港译作「宠物小精灵」。在新加坡原先译作「袋魔」，但后来因应当地情况，「袋魔」译名已废除，现直接使用一词。
中国大陆译名情况更为复杂，民间俗称“口袋妖怪”或“口袋怪兽”，也有直接借用香港的用语。动画作品早期（1~52集）由电视台引进、辽宁人民艺术剧院译制，当时同香港地区一同使用「宠物小精灵」。后期引进则直接使用台湾配音版，因此较长一段时间改用「神奇宝贝」，并统一编号151之后的宝可梦的华语译名。于2010年底又改以「精靈寶可夢」作为官方译名；該譯名自翌年七月起用於其動畫的在地電視播放版本。2015年7月10日，在中国国际动漫游戏博览会（CCG EXPO）上，确立了大陆地区的官方中文名称为「精靈寶可夢」。当地社区对这种混乱的应对，在以名称区分讨论板块的大陆社媒网站百度贴吧中可见一斑，各个不同译名下的板块长期以来形成了共识，各自对应宝可梦系列的不同方面讨论内容：神奇宝贝主要是同人二次创作相关；口袋妖怪主要是游戏相关内容；宠物小精灵则主要是动画相关内容。
在2016年2月26日的任天堂直面会上，官方首次宣佈第七代遊戲將包含繁简中文翻译版本，並且將使用「精靈寶可夢」做為中文统一译名，並聲稱這個名稱是將台湾译名「神奇寶貝」的「寶」字與香港譯名「宠物小精灵」的「精靈」二字結合而成，并在影音網站上传了带简体繁体字幕的影片来宣布这消息。但此举在粤语地区引发了争议。2019年8月，宝可梦公司宣布自8月1日起，将官方名稱進一步從“精靈寶可夢”簡化為“宝可梦”，同时也发布了“宝可梦”的标记设计。
截至2022年，在官方网站中使用中文的页面下的名称均变更为「宝可梦」，而新加坡和马来西亚的区域官方网站则使用英语，名称为，但各地的实际使用情况则仍各有差异。

## 遊戲簡歷

### 寶可夢前史
在日本，以收集、育成為主題的嗜好或遊戲以前已經存在，例如有1971至1972年推出的零食，附送收集卡，出現一股收集的熱潮。
在1986年和1987年，任天堂FC遊戲「勇者鬥惡龍」及「最終幻想」分別發售，直至1996年寶可夢遊戲發售之前，一直都有推出續編，是十分受歡迎的角色扮演遊戲系列。
1988-1993年，樂天推出的「仙魔大戰巧克力」（台譯聖魔大戰），收集第十代的天使惡魔系列貼紙成為一時熱潮。小學館利用自家的雜誌《快樂龍》、動畫等大規模的宣傳策略去支持這股熱潮。此銷售路線的成功也大大地對動手製作、對戰型的迷你四驅車玩具、收集和對戰型的光碼遊樂器（バーコードバトラー）玩具以及之後的寶可夢熱潮有正面的作用。
1989年，寶可夢的創辦者田尻智創立了公司GAME FREAK。同年，遊戲生產商南夢宮（Namco）發售GAME FREAK的首個遊戲作品孟德爾宮殿。「孟德爾宮殿」的日語名稱（Quinty）一詞由日語動詞（有「揭下」、「翻開（書本）」的意思）的概念而來。
在GAME FREAK成立的一年，任天堂也正式發售Game Boy。Game Boy機種最初是以適合智力訓練及動作遊戲為主，遊戲卡帶多以此類主題發售，但田尻見到史克威爾的角色扮演遊戲《魔界塔士Sa・Ga》的成功，向非動作類的遊戲領域進發。
田尻特別著眼Game Boy的通信功能，並構思以「交換」為概念的遊戲。另外，田尻也是超人七號的愛好者，他從此特攝超人片集所出現的膠囊怪獸所啟發，在角色扮演遊戲的計劃書上寫上「カプセルモンスター」（Capsule Monster，意義為「膠囊怪獸」）的名字。
田尻所計劃的「膠囊怪獸」是透過連線通訊技術，把放在好像扭蛋一樣的容器的怪獸進行交換。田尻把此計劃書拿到任天堂，1990年秋天，任天堂接受他的建議並決定提供開發上的援助。

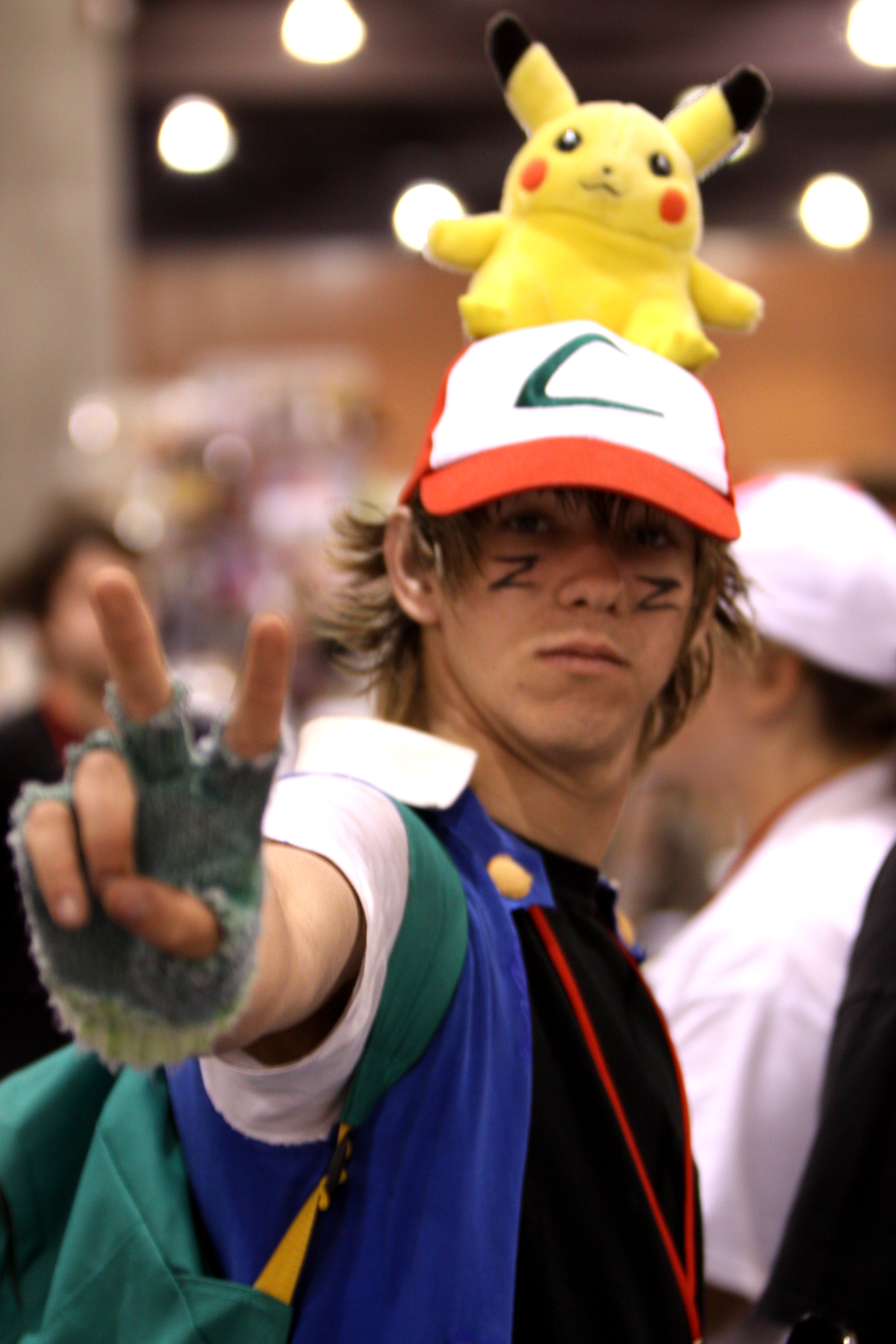
扮演成小智的Coser和皮卡丘布偶

之後，由於名稱「膠囊怪獸」因商標權的問題未能使用，而且略稱為「カプモン」（Capmon）語感也不好，故改成現在「ポケットモンスター」（Pocket Monster，意義為「口袋怪獸」），略稱為「ポケモン」的名字。

### 開發
當初「寶可夢」的交貨期雖然是1991年末，但由於角色扮演遊戲的開發經驗不足和遊戲最重要的要素「交換」並未顯現出來，超過了交貨期。因為需要彌補資金不足的問題和要開發其他遊戲，寶可夢的遊戲開發間中中斷。到1995年，石原恆和（現社長）由曾製作《地球冒險2》（MOTHER2）的APE公司過檔出任新公司Creatures社長，並擔任調整遊戲整體方向的職務。田尻在製作寶可夢遊戲的過程中，參考了角色扮演遊戲《地球冒險》系列，因此兩者也有很多共通點（例如角色扮演遊戲內獨特珍貴的現代世界觀、主角的服裝等）。另外，石原與GAME FREAK締結開發委託合約，擔任製作人，負責向任天堂提議不同的計劃。當初向田尻提供開發支援的任天堂也為作品完成繼續堅持努力。
GAME FREAK的製作團隊制定了當時並未受到注目的元素「收集、育成、對戰、交換」為方針。為表達這種方針，團隊活用Game Boy的通信功能在寶可夢中，「與其他遊戲卡帶不通信的話就不能完成寶可夢圖鑑」，「（雖然並非強制）利用自己培育的怪獸與朋友進行對戰」。
當時，每個遊戲數據都給予一個ID（數字）和主角姓名，所持有的怪獸會因「親ID」的功能而有不同個性。當初，因應玩家ID的不同，每一枚遊戲卡帶內所登場的怪獸也有所不同。但此遊戲設定由於太複雜，任天堂的宮本茂就提議把遊戲分成兩個版本發售。另外，由於技術發展已可儲存跟當時相對較大容量的備份記憶，全部150種類的寶可夢都可以儲存。接著，發售日期由1995年12月21日推遲到1996年2月27日，由開發開始直到發售，經過6年，《寶可夢紅·綠版》正式發售。

### 發售
1996年當時，不只Game Boy，掌上遊戲機的市場陷入了停滯狀態。之後出現的世嘉Game Gear之類的彩色螢幕遊戲機種週期也大約接近終結，而電視遊戲機的索尼PlayStation和世嘉土星（Sega Saturn）都以「次世代遊戲機」旗號登場，因此由發售至今已有6年的Game Boy已被視為不合潮流。事實上，《寶可夢》發售時，預計即將發售的Game Boy遊戲卡帶只有3款而已。
即使是角色扮演遊戲，市場早已推出很多此類作品，因此，在這個「過去的機種」Game Boy的介面上發售的「寶可夢」遊戲，並未獲得玩家很大期待，初次出貨量也只不過有23萬枚左右。而且，當時推出兩個版本的銷售手法更被揶揄為「貪得無厭銷售」。不過，「收集、育成、對戰、交換」的遊戲要素漸漸獲得玩家的支持，經口耳相傳之後遊戲變得大受歡迎。結果，寶可夢遊戲的大熱超過了制作單位的期待和預計，Game Boy版本的《紅·綠·藍》版最終的銷售數量達到1023萬枚。

### 寶可夢遊戲推出後市場的變化
「寶可夢」推出市場之後，Game Boy市場，甚至消費者遊戲市場都有很大的變化。
之後的遊戲卡帶全部加入了「收集、育成、對戰、交換」的元素，並採用同時推出兩種版本的方法，希望複製相同的方法獲取成功。任天堂自身也把遊戲開發專注於此類遊戲上，並曾一度把路線轉換到依賴寶可夢身上。不過，各間遊戲生產商的此類遊戲銷售數量都存有很大差距，使各界需重新認識「遊戲本身的商品吸引力決定其銷售結果」的道理。
作品的動畫開始播出後，獲得了女孩子的支持，使Game Boy的用家也包括了她們。自此之後，不只是Game Boy，女性的任天堂遊戲機用家也增加不少。

## 遊戲
自從GAME FREAK開發了第一款寶可夢遊戲後，大受遊戲迷歡迎，目前發行了多個遊戲系列作品。至今为止系列游戏销量已经超过2亿套，位列电子游戏史上总销量的第二位，仅次于同为任天堂推出的马里奥系列。
遊戲主軸作品目前共九個世代，每個世代都有不同特色的地區舞台，以及新的初選寶可夢可在研究所選擇，這些初選寶可夢的屬性通常以草、火、水三種屬性為一組。玩家做為寶可夢訓練家，以成為寶可夢聯盟的冠軍為目標，一路與勁敵競爭，挑戰道館集齊八枚徽章或是各種試煉，並且遭遇擁有各種陰謀的反派組織，最終阻止反派組織，並挑戰寶可夢聯盟。
而集齊各種寶可夢完成寶可夢圖鑑亦是玩家遊玩的目標之一。遊戲中除了一般寶可夢之外，玩家亦會遭遇到擁有強大力量，並與故事主軸相關的「傳說寶可夢」，另外也有僅能通過官方舉辦的配佈活動才能取得的「幻之寶可夢」。玩家亦可通過與其他人進行通信交換，或將以前版本的寶可夢上傳來完成當前的寶可夢圖鑑。

### 遊戲系列分代

#### 第一世代（1996年2月－1999年10月）
寶可夢系列由此展開，主要遊戲運行在Game Boy上。主要版本包括（以日本發售日期為主）：
- 寶可夢 紅／綠（ポケットモンスター 赤・緑）：

1996年2月27日發售，2016年2月27日重新在任天堂3DS中的Virtual Console發售。（歐美地區以藍版替代綠版而沒有發行日本的綠版）。
- 寶可夢 藍（ポケットモンスター 青）：

1996年10月15日首次於日本地區限量推出，1999年10月10日全面發售，2016年2月27日重新在任天堂3DS中的Virtual Console發售。
- 寶可夢 皮卡丘（ポケットモンスター ピカチュウ）：

又稱黃版，1998年9月12日發售，2016年2月27日重新在任天堂3DS中的Virtual Console發售。
- 寶可夢總數：

151種
- 新增遊戲地區：

關都地區

#### 第二世代（1999年11月－2002年10月）
寶可夢第二世代，主要遊戲運行在Game Boy Color上。主要版本包括（以日本發售日期為主）：
- 寶可夢 金／銀（ポケットモンスター 金・銀）：

1999年11月21日發售，2017年9月22日重新在任天堂3DS中的Virtual Console發售。
- 寶可夢 水晶（ポケットモンスター クリスタルバージョン）：

2000年12月14日發售，2018年1月26日重新在任天堂3DS中的Virtual Console發售。
- 寶可夢總數：

251種
- 新增遊戲地區：

城都地區
- 新增寶可夢屬性「惡」與「鋼」，使屬性相剋出現變化。寶可夢新增性別，可以透過生蛋繁殖新的寶可夢。寶可夢新增親密度，是某些寶可夢進化的關鍵。戰鬥中防禦能力值分為「物理防禦」和「特殊防禦」。從《水晶》開始，遊戲開場時能夠選擇主角為男生或女生。

#### 第三世代（2002年11月－2006年8月）
寶可夢第三世代，主要遊戲運行在Game Boy Advance上。主要版本包括（以日本發售日期為主）：
- 寶可夢 紅寶石／藍寶石（ポケットモンスター ルビー・サファイア）：

2002年11月21日發售。
- 寶可夢 火紅／葉綠（ポケットモンスター ファイアレッド・リーフグリーン）：

為《紅／綠》的重製作品，2004年1月29日發售。
- 寶可夢 綠寶石（ポケットモンスター エメラルド）：

2004年9月16日發售。
- 寶可夢總數：

386種
- 新增遊戲地區：

豐緣地區
- 寶可夢新增「特性」、「性格」。《紅寶石／藍寶石》與《綠寶石》中新增華麗大賽。戰鬥新增「雙打對戰」與受天氣影響的戰鬥環境，戰鬥環境除了可改變寶可夢的戰鬥力外，還可以改變招式的效果。

#### 第四世代（2006年9月－2010年8月）
寶可夢第四世代，主要遊戲運行在任天堂DS上，可藉由Wi-Fi和全球進行連線。主要版本包括（以日本發售日期為主）：
- 寶可夢 鑽石／珍珠（ポケットモンスター ダイヤモンド・パール）：

2006年9月28日發售。
- 寶可夢 白金（ポケットモンスター プラチナ）：

2008年9月13日發售。
- 寶可夢 心金／魂銀（ポケットモンスター ハートゴールド・ソウルシルバー）：

為《金／銀》的重製作品，2009年9月12日發售。
- 寶可夢總數：

493種
- 新增遊戲地區：

神奧地區
- 第四世代將物理攻擊及特殊攻擊重新洗牌，變成不完全靠屬性判斷，而是依絕招本身判定物攻或特攻，此外從蛋中孵出來的寶可夢等級也從5等變成1等。在心金·魂銀中，除了將原本只在皮卡丘版出現的帶著寶可夢到處走的功能給放進去外，並且新增運動場外，亦可和附贈的計步器連線，藉此增加樂趣及捕獲一些稀有的寶可夢。

#### 第五世代（2010年9月－2013年9月）
寶可夢第五世代，主要遊戲仍然運行在任天堂DS上，但針對介面及畫面等要素進行大幅更新。主要版本包括（以日本發售日期為主）：
- 宝可梦 黑／白（ポケットモンスター ブラック・ホワイト）：

2010年9月18日發售。
- 宝可梦 黑2／白2（ポケットモンスター ブラック2・ホワイト2）：

2012年6月23日發售。
- 寶可夢總數：

649種
- 新增遊戲地區：

合眾地區
- 新增使用網路功能的「夢境世界」。新增「3對3對戰」、「輪盤對戰」、「奇蹟射手」、「Wi-Fi隨機對戰」等對戰模式，當寶可夢陷入中毒時，在地圖上行走不會造成傷害。招式學習機不限使用次數。《黑2／白2》可與任天堂3DS專用下載遊戲進行連動，並新增切換難易度模式的系統。相較第四世代的畫面，本世代的畫面更加頻繁利用3D呈現。

#### 第六世代（2013年10月－2016年10月）
寶可夢第六世代，主要遊戲升级至任天堂3DS上，并且游戏世界及人物由传统2D的显示方式，進化成三维的角色與世界。主要版本包括：
- 宝可梦 X／Y（ポケットモンスター X・Y）：

2013年10月12日全球同步發售發售。
- 寶可夢 歐米加紅寶石／阿爾法藍寶石（ポケットモンスター オメガルビー・アルファサファイア）：

為紅寶石、藍寶石兩版的重製作，2014年11月21日全球部分地區發售（歐洲地區為11月28日）。
- 寶可夢總數：

721種
- 新增遊戲地區：

卡洛斯地區
- 新增寶可夢屬性「妖精」。新增「超級進化」系統，部分寶可夢可以通過超級石在對戰中超級進化。本作起遊戲完全採用3D畫面、並新增了所有寶可夢的3D模型與技能特效。《X／Y》中新增換裝系統，玩家可更改自己的造型。

#### 第七世代（2016年11月－2019年10月）
寶可夢第七世代，主要游戏運行在任天堂3DS與任天堂Switch上。自本世代起官方为系列作品加入了繁、簡體中文，並統一使用「精靈寶可夢」作為標題。主要版本包括：
- 寶可夢 太陽／月亮（ポケットモンスター サン・ムーン）：

運行於任天堂3DS，2016年11月18日開始於部分地區發售，歐洲地區於11月23日發售。
- 寶可夢 究極之日／究極之月（ポケットモンスター ウルトラサン・ウルトラムーン）：

運行於任天堂3DS，2017年11月17日全球同步發售。
- 寶可夢 Let's Go！皮卡丘／Let's Go！伊布（ポケットモンスター Let's Go! ピカチュウ・Let's Go! イーブイ）：

劇情上為《皮卡丘》的後續作品，並添加更多《Pokémon GO》元素的作品，2018年11月16日全球同步發售。
- 寶可夢總數：

809／807種
- 新增遊戲地區：

阿羅拉地區
- 新增「Z招式」系統。

#### 第八世代（2019年11月－2022年10月）
寶可夢第八世代，主要遊戲運行在任天堂Switch上，系列中文名稱改為「寶可夢」。主要版本包括：
- 寶可夢 劍／盾（ポケットモンスター ソード・シールド）：

2019年11月15日全球同步發售。
- 寶可夢 劍／盾 擴充票（ポケットモンスター ソード・シールド エキスパンションパス）：

系列首個付費下載內容（DLC），分別推出「鎧之孤島」和「冠之雪原」兩項內容，「鎧之孤島」於2020年6月17日推出，「冠之雪原」於2020年10月23日推出。
- 寶可夢 晶燦鑽石／明亮珍珠（ポケットモンスター ブリリアントダイヤモンド・シャイニングパール）為《鑽石／珍珠》的重製作品，2021年11月19日全球同步發售。
- 寶可夢傳說 阿爾宙斯（Pokémon LEGENDS アルセウス））：

背景為古代的神奧地區「洗翠地區」，首次引入動作遊戲系統及半開放世界，2022年1月28日全球同步發售。
- 寶可夢總數：

898種／905種
- 新增遊戲地區：

伽勒爾地區、洗翠地區
- 新增「極巨化」與「超極巨化」。

#### 第九世代（2022年11月－）
寶可夢第九世代，主要遊戲運行在任天堂Switch和任天堂Switch 2上，首次引入開放世界。
- 寶可夢 朱／紫（ポケットモンスター スカーレット・バイオレット）：

2022年11月18日全球同步發售。
- 寶可夢 朱／紫 零之秘寶（ポケットモンスター スカーレット・バイオレット ゼロの秘宝）：

付費下載內容（DLC），分別推出「碧之假面」和「藍之圓盤」兩項內容，「碧之假面」於2023年9月13日推出，「藍之圓盤」於2023年12月14日推出。官方後續補充內容「番外篇」於2024年1月11日推出。
- 寶可夢傳說 Z-A（Pokémon LEGENDS Z-A））：

背景為《X／Y》不久後，進行都市更新計畫的卡洛斯地區中心密阿雷市，首次引入即時對戰系統，並重新引進超級進化，預定2025年10月16日發售。
- 寶可夢總數：

1025種
- 新增遊戲地區：

帕底亞地區
- 新增「太晶化」， 新增屬性「太晶屬性」。

### 旁支系列遊戲
寶可夢其他種類遊戲如下，除了GB/GBC、GBA/SP/Micro、NDS/Lite/i/i LL、N3DS/2DS外，還可在任天堂64、任天堂GameCube、Wii/U上玩（以下為日本發售日期）：
- 寶可夢競技場（ポケモンスタジアム）：

使用N64主機，1998年8月1日發售。
- 皮卡丘你好嗎（ピカチュウげんきでちゅう）：

使用N64主機，1998年12月12日發售。
- 寶可夢戰鬥卡GB（ポケモンカードGB）：

使用GB主機，1998年12月18日發售。
- 寶可夢即可拍（ポケモンスナップ）：

使用N64主機，1999年3月21日發售。後於Wii主機上可供下載。
- 寶可夢彈珠台（ポケモンピンボール）：

使用GB主機，1999年4月14日發售。
- 寶可夢競技場2（ポケモンスタジアム2）：

使用N64主機，1999年4月30日發售。
- 寶可夢邏輯方塊（ポケモンピクロス）：

使用GB和GBC主機，未發售。
- 寶可夢方塊（ポケモンでパネポン）：

使用GBC主機，2000年9月21日發售。
- 寶可夢方塊聯盟（Pokémon Puzzle League）：

使用N64主機，2000年9月25日發售，僅在歐美地區推出，地位等同於日本的寶可夢方塊，但更多是根據動畫版改編的遊戲。
- 寶可夢競技場金銀（ポケモンスタジアム金銀）：

使用N64主機，2000年12月14日發售。
- 寶可夢戰鬥卡GB2（ポケモンカードGB2 GR団参上!）：

使用GB主機，2001年3月28日發售。
- 寶可夢BOX 紅寶石・藍寶石版（ポケモンボックス ルビー&サファイア）：

使用NGC主機，儲存寶可夢用的軟體，2003年5月30日發售。
- 寶可夢頻道 ～與皮卡丘一起！～（ポケモンチャンネル ～ピカチュウといっしょ！～）：

使用NGC主機，2003年7月18日發售。
- 寶可夢彈珠台 紅寶石·藍寶石（ポケモンピンボール ルビー&サファイア）：

使用GBA主機，2003年8月1日發售。
- 寶可夢圓形競技場（ポケモンコロシアム）：

使用NGC主機，2003年11月21日發售。
- 寶可夢競速賽（ポケモンダッシュ）：

使用NDS主機，2004年12月2日發售。
- 寶可夢XD 闇之旋風 黑暗洛奇亞（ポケモンXD 闇の旋風ダーク・ルギア）：

使用NGC主機，2005年8月4日發售。（XD為eXtra Dimension的縮寫）
- 寶可夢益智方塊（ポケモントローゼ）：

使用NDS主機，2005年10月20日發售。
- 寶可夢不可思議的迷宮 （ポケモン不思議のダンジョン 赤の救助隊）：

使用GBA主機，CHUNSOFT开发，2005年11月17日發售。
- 寶可夢不可思議的迷宮 （ポケモン不思議のダンジョン 青の救助隊）：

使用NDS主機，CHUNSOFT开发，2005年11月17日發售。
- 寶可夢保育家（ポケモンレンジャー）：

使用NDS主機，2006年3月23日發售。
- 寶可夢對戰革命（ポケモンバトルレボリューション）：

使用Wii主機，2006年12月14日發售。
- 寶可夢不可思議的迷宮 （ポケモン不思議のダンジョン 時の探検隊・闇の探検隊）：

使用NDS主機，CHUNSOFT开发，2007年9月13日發售。
- 寶可夢保育家 風湧篇（ポケモンレンジャー バトナージ）：

使用NDS主機，2008年3月20日發售。
- 大家的寶可夢牧場（みんなのポケモン牧場）：

使用WiiWare下載，附有儲存寶可夢功能的軟體，2008年3月25日發售。
- 大家的寶可夢牧場更新版（みんなのポケモン牧場アップデート）：

使用WiiWare下載，可和白金版對應，2008年11月5日發售。
- 寶可夢不可思議的迷宮 （ポケモン不思議のダンジョン 空の探検隊）：

使用NDS主機，CHUNSOFT开发，2009年4月18日發售。
- 寶可夢亂戰（乱戦！ポケモンスクランブル）：

使用WiiWare下載，2009年6月16日發售。
- 寶可夢不可思議的迷宮 前進！炎之冒險團/出發！嵐之冒險團／目標！光之冒險團（ポケモン不思議のダンジョン すすめ！炎の冒険団/いくぞ！嵐の冒険団/めざせ！光の冒険団）：

使用WiiWare下載，2009年8月4日發售。
- 寶可夢樂園Wii ～皮卡丘的大冒險～（ポケパークWii ～ピカチュウの大冒険～）：

使用Wii主機，2009年12月5日發售。
- 寶可夢保育家 光之軌跡（ポケモンレンジャー 光の軌跡）：

使用NDS主機，2010年3月6日發售。
- 收服&對戰！寶可夢打字練習DS（バトル＆ゲット！ポケモンタイピングDS）：

使用NDS主機，以日文教學為主的遊戲（歐美版改為當地語言），同款附贈「任天堂無線鍵盤」，2011年4月21日發售。
- 寶可夢立體圖鑑BW（ポケモン立体図鑑BW）：

使用Nintendo eShop（3DS）免費下載，北美歐洲2011年6月6日、6月7日發售，日本6月17日發售。
- 超級寶可夢亂戰（スーパー ポケモン スクランブル）：

使用3DS主機，原預定2011年7月28日發售，後延至8月11日發售。
- 寶可夢卡片遊戲：如何玩DS（ポケモンカードゲーム あそびかたＤＳ）：

使用NDS主機，2011年8月5日配合「寶可夢卡片遊戲BW首套+」（ポケモンカードゲームBW はじめてセット+）隨包附贈。
- 寶可夢樂園2 〜超越世界〜（ポケパーク2 〜Beyond the World〜）：

使用Wii主機，2011年11月12日發售。
- 寶可夢+信長之野望（ポケモン＋ノブナガの野望）：

與光榮TECMO遊戲公司合作開發，使用NDS主機，2012年3月17日發售。
- 寶可夢AR搜索者（ポケモンARサーチャー）：

使用Nintendo eShop（3DS）付費下載（約300日圓），可和黑版2.白版2對應，2012年6月23日發售。
- 寶可夢全國圖鑑Pro（ポケモン全国図鑑Pro）：

使用Nintendo eShop（3DS）付費下載（約1500日圓），2012年7月14日發售。
- 寶可夢圖鑑 for iOS（ポケモン図鑑 for iOS）：

使用日本App Store（iOS）付費下載（約170日圓，僅第五代寶可夢），內容涵括了寶可夢的立體模型以及各種官方設定資料，堪稱十分完整，媲美3DS的全國圖鑑Pro，亦可追加其他四代的寶可夢資料（各約500日圓），2012年11月16日發售。
- 寶可夢不可思議的迷宮 偉大之門與無限迷宮（ポケモン不思議のダンジョン マグナゲートと∞迷宮）：

使用3DS主機，2012年11月23日發售。
- 寶可夢亂戰U（ポケモンスクランブルU）：

使用Wii U主機付費下載（約1800日圓），2013年4月24日發售。
- 寶可夢銀行（ポケモンバンク）：

使用Nintendo eShop（3DS）年付費下載（約500日圓），經由網路儲存寶可夢用的軟體，可存放三千隻寶可夢，透過其附屬功能可將第五世代的寶可夢上傳至第六世代，2013年12月25日發售（至2014年1月底前使用免費）。
- 寶可夢對戰方塊（ポケモンバトルトローゼ）：

使用Nintendo eShop（3DS）付費下載（約762日圓），日本2014年3月12日發售，歐洲3月13日、北美3月20日發售。
- 寶可夢藝術學院（ポケモンアートアカデミー）：

使用Nintendo eShop（3DS）付費下載及零售（約3619日圓），內容以繪圖教學為主，日本2014年6月19日發售。
- 盜賊與1000隻寶可夢（とうぞくと1000びきのポケモン）：

使用Nintendo eShop（3DS）免費下載，內容將與電影版「破壞之繭與蒂安希」互動，日本2014年6月5日～9月30日限定發售。
- 寶可夢消消樂（ポケとる）：

使用Nintendo eShop（3DS）免費下載，類似「寶可夢對戰方塊」的遊戲，但可執行超级進化，日本2015年2月18日發售。
- 大家的寶可夢亂戰（みんなのポケモンスクランブル）：

使用Nintendo eShop（3DS）免費下載，日本2015年4月8日發售。ROM卡閘版，使用3DS主機，日本2015年11月19日發售。
- 寶可夢超不可思議的迷宮（ポケモン超不思議のダンジョン）：

使用3DS主機，日本2015年9月17日發售。
- 跳躍吧！鯉魚王（手機遊戲）
- 方塊寶可夢（手機遊戲）
- POKEMON MASTER EX
- Pokémon Home是ILCA開發、寶可夢公司發行的遊戲工具，對應Android、iOS和任天堂Switch平台，於2020年2月12日發行。主要用途為不同寶可夢系列遊戲提供雲端儲存，從而實現跨作品傳送寶可夢。
- 寶可夢冠軍（Pokémon Champions)可以使用個世代的系統來參加對戰，在iOS、Android、NS平台同步開放
- 寶可夢虛擬銀行

### 電腦遊戲
參見：
寶可夢卡片PC遊戲，歐美專用，美國2000年2月推出。
2004年1月1日發售。
2005年10月28日發售。
- 寶可夢PC大師（ポケモンPCマスター）：

2006年6月20日開始試玩。
- 線上寶卡 PTCGO

### 授權給其它公司開發或與其它公司合作開發的遊戲
- 寶可夢GO《Pokémon GO》

是一款基於位置服務的擴增實境類智慧型手機遊戲，由任天堂和寶可夢公司授權，Niantic負責開發。於2016年7月起在iOS和Android雙平台發布。玩家以現實世界為平台，捕捉、戰鬥、訓練和交易「寶可夢」。遊戲採取免費發布與付費道具機制。最初只加入第一世代寶可夢（關都地區）而後才將所有世代，所有地區，全系列有出現的寶可夢一併加入。
- 《寶可夢大集結》（Pokémon UNITE）

是一款5v5多人線上對戰型遊戲。由騰訊旗下天美工作室群負責開發，寶可夢公司負責發行，於2021年7月21日發行任天堂Switch版﹑同年9月22日發行Android和iOS版（台灣在2022年1月20日上市），且可互相跨平台連線，其中任天堂Switch版無須加入Switch線上服務亦能線上遊玩。遊戲採用免費遊玩、部分道具收費的營業模式，且並沒有將所有世代、所有地區、所有系列的寶可夢加入，僅僅加入部份零零碎碎的寶可夢。
- 寶可夢大師（和名：ポケモンマスター，英：Pokémon Masters）、寶可夢大師EX（和名：ポケモンマスターEX，英：Pokémon Master EX）
- 寶可夢 睡（和名：ポケモンスリープ，英：Pokémon Sleep）
- 寶可夢集換式卡牌攜帶版（和名：ポケモントレーディングカードゲームポケット，英名Pokémon Trading Card Game Pocket）
- 寶可夢 朋友（和名：ポケモンフレンズ，英名：Pokémon Friends）

### 其他遊戲產品
- 口袋皮卡丘（页面存档备份，存于）：

1998年3月27日發售。
- 口袋皮卡丘彩色版（與金·銀一起！）（页面存档备份，存于）：

1999年11月21日發售。
- 寶可夢Mini：

2001年12月14日發售，共推出「寶可夢派對MINI」、「寶可夢動畫撲克牌大作戰」、「寶可夢彈珠台MINI」、「寶可夢拼圖全集」、「寶可夢震撼俄羅斯方塊」、「寶可夢拼圖全集2」、「寶可夢障礙賽MINI」、「皮丘兄弟MINI」、「波克比的大冒險」、「寶可夢撫養屋MINI」十款遊戲卡夾，皆在2002年推出。。
- 寶可夢螢光搖搖棒（页面存档备份，存于）：

2003年8月1日發售。
- 寶可夢計步器（ポケウォーカー）：

2009年9月12日心金。魂銀版隨包附贈，可與其互動，並利用Wi-Fi下載特殊地圖。
- 寶可夢TRETTA實驗室 for N3DS（ポケモントレッタラボ for ニンテンドー3DS）：

與3DS及大型機台卡匣遊戲「寶可夢TRETTA」對應，由Marvelous AQL開發、TAKARA TOMY A.R.T.S發行，2013年8月10日發售。

## 寶可夢卡牌遊戲
寶可夢集換式卡片遊戲包含卡牌遊戲、戰鬥卡e+（可當一般集換式卡片用）、掌機遊戲、以及台灣官方自行推出的戰鬥卡（非正統集換式卡片）等，以下就戰鬥卡e+加以介紹（掌機遊戲的部分詳見遊戲中的其他作品）：
- 寶可夢戰鬥卡e+ 第一彈（ポケモンバトルカードe+）：
共4款，用特殊READER讀取，可和電玩主傳（紅寶石、藍寶石版）進行互動。
- 寶可夢戰鬥卡e+ 第二彈（ポケモンバトルカードe+）：
寶可夢紅寶石、藍寶石版專用，共有12款。
- 寶可夢戰鬥卡e+ 雙打競技場（ポケモンコロシアム ダブルバトルカードe+）：
寶可夢寶石競技場專用，共有4款。
- 寶可夢戰鬥卡e+ 火紅、葉綠版（ポケモンバトルカードe+ ファイアレッド&リーフグリーン）：
寶可夢火紅版、葉綠版專用，共有44款。
- 寶可夢戰鬥卡e+ 綠寶石版（ポケモンバトルカードe+ エメラルド）：
寶可夢綠寶石版專用。
- 寶可夢中文 第1彈 眾星雲集：
共2款
- 寶可夢中文 第2彈 美夢成真：
共2款
- 寶可夢中文 第5彈(AS5) 雙倍爆撃：
共2款
- 寶可夢中文 第6彈(AS6) 傳說交鋒：
共2款
- 寶可夢中文 劍盾1 劍&盾V ：
共2款
- 寶可夢中文 劍盾2 無極力量：
共2款
- 寶可夢中文 劍盾3 驚天伏特攻擊：
共1款
- 寶可夢中文 劍盾4 閃色明星V：
共1款
- 寶可夢中文 劍盾5 一撃大師 / 連撃大師：
共2款
- 寶可夢中文 劍盾5A 雙璧戰士：
共1款
- 寶可夢中文 劍盾6 銀白戰槍 / 漆黑幽魂：
共2款
- 寶可夢中文 劍盾6A 伊布英雄：
共1款
- 寶可夢中文 劍盾7 摩天巔峰 / 蒼空烈流：
共2款 (發售日2021/07/23)
- 寶可夢中文 劍盾 寶可夢卡牌家庭組合：
共1款 (發售日2021/08/06)
- 寶可夢中文 劍盾8 匯流藝術：
共1款 (發售日2021/10/08)
- 寶可夢中文 劍盾8B Vmax絕群壓軸：
共1款 (發售日2021/12/17)
- 寶可夢中文 劍盾9 星際誕生/對戰軍團:
共2款(發售日2022/01 詳細日期尚未確認)
- 寶可夢中文 劍盾9A 黑暗幻影:
共1款(發售日2022/03 詳細日期尚未確認)
- 寶可夢中文 劍盾12 思維激盪:
共1款(發售日2022/11/04)
- 寶可夢中文 朱紫1 朱紫EX:
共2款(發售日2023/2/13)

## 大型機台
- 寶可夢三隻組對戰 Pokémon BATTRIO（ポケモンバトリオ）：
- 寶可夢TRETTA（ポケモントレッタ）：
- 神寶拳(寶可拳)（ポッ拳 Pokkén Tournament）：

是結合鐵拳系列的大型機台格鬥遊戲，於2015年7月16日在日本推出。
- 寶可夢Ga-Olé（ポケモンガオーレ）
- 寶可夢Mezasta（ポケモンメザスタ）

## 電視動畫
寶可夢系列動畫以替遊戲進行宣傳為目的，从1997年4月1日開始在東京電視台播出，此後成為日本動畫長青番。雖然是改編自遊戲，實際上擁有自己獨特的世界觀。
共分為：
| 中文名稱              | 對應遊戲             | 播放話數 | 日本首播日期                                                                              | 備註 |
| --------------------- | -------------------- | -------- | ----------------------------------------------------------------------------------------- | --- |
| 寶可夢 無印           | 對應遊戲第一、二世代 | 1-276話  | 1997年4月1日—2002年11月14日                                                               | 可分為關都聯盟、橘子群島、和城都聯盟三個篇章 主角群為小智、小霞、小剛、小建（橘子群島）                                                              |
| 寶可夢 超世代         | 對應遊戲第三世代     | 1-192話  | 2002年11月21日—2006年9月14日                                                              | 可分為豐緣聯盟、對戰開拓區兩個篇章 主角群為小智、小遙、小剛、小勝                                                                                    |
| 寶可夢 鑽石&珍珠      | 對應遊戲第四世代     | 1-191話  | 2006年9月28日—2010年9月9日                                                                | 主角群為小智、小光、小剛 |
| 寶可夢 超級願望       | 對應遊戲第五世代     | 1-142話  | 第一季：2010年9月23日—2012年6月14日 第二季：2012年6月21日—2013年10月3日                   | 可分為第一季、第二季（東合眾篇）、Episode N、和杰可羅拉冒險（Da！篇）四個篇章 主角群為小智、艾莉絲、天桐                                             |
| 寶可夢 XY             | 對應遊戲第六世代     | 1-142話  | 第一季：2013年10月17日—2015年10月22日 第二季：2015年10月29日—2016年11月10日               | 可分為第一季（XY）、第二季（XY&Z）兩個篇章 主角群為小智、莎莉娜、希特隆、柚麗嘉                                                                      |
| 寶可夢 太陽&月亮      | 對應遊戲第七世代     | 1-146話  | 2016年11月17日—2019年11月3日                                                              | 主角群為小智、莉莉艾、卡奇、瑪奧、水蓮、馬瑪內 |
| 寶可夢 旅途（新無印） | 對應遊戲第八世代     | 1-147話  | 寶可夢 旅途：2019年11月17日— 2022年12月16日 目標是寶可夢大師：2023年1月13日—2023年3月24日 | 可分為旅途本篇、和特別動畫「目標是寶可夢大師」 主角群為小智、小豪、小春，「目標是寶可夢大師」則為小智、小霞、小剛 這部也是小智最後一次擔任主角的作品 |
| 寶可夢 地平線         | 對應遊戲第九世代     | 1-話     | 2023年4月14日—                                                                            | 主角群為莉可、羅伊、小點、昇龍伏特攻擊隊隊員們 |

### 電影版（劇場版）
除了一般TV動畫版和電影版外，神奇寶貝動畫或節目，還分為以下幾種：

### TV特別篇
- 特別篇1

第39集「比卡超的森林」（寶可夢復播特別動畫）
- 特別篇2

河馬王的一天（敘述電影版「洛奇亞爆誕」亞西亞島上河馬王一天的生活）
- 特別篇3

超夢夢的逆襲-完整版（超夢的誕生/小智的旅程）
- 特別篇4

超夢重現 風雲再起！（TV長篇特別動畫、電影版「超夢的逆襲」續集。）
- 特別篇5

水晶版 雷公 雷的傳說（TV長篇特別動畫、水晶版特輯，主角是以電玩「金·銀·水晶版」的男主角為原型的健太。）
- 特別篇6

雪拉比 穿梭時空的相遇-特別篇（電影版特別追加動畫、大木博士就是雪成的有利證據，在「寶可夢放送局」第22話中播出。）
- 特別篇7

戰慄的幻影神奇寶貝（TV長篇特別動畫，由美國首播。寶可夢十週年紀念動畫。）
- 特別篇8

神奇寶貝不可思議的迷宮 前勁隊出門去（TV特別動畫/十週年紀念動畫，由美國首播。電玩「不可思議的迷宮救難隊」特輯。在日本，是這幾篇裡面唯一沒有在電視上放映的作品，而是在Yahoo KIDS上面提供線上播放。)
- 特別篇9

神奇寶貝不可思議的迷宮 時間探險隊・黑暗探險隊（TV特別動畫/十週年紀念動畫，取自同名電玩而製作的特輯，在「寶可夢星期天」中播出。）
- 特別篇10

神奇寶貝不可思議的迷宮 天空探險隊（TV特別動畫，取自同名電玩而製作的特輯，為前一部「時・暗探險隊」的續集，在「寶可夢星期天」中播出。）
- 特別篇11

寶可夢神奇寶貝保育家 光之軌跡（TV特別動畫，取自同名電玩而製作的特輯，在「寶可夢星期天」中播出。）
- 特別篇12

小光・新的旅程！/尼比道館・史上最大的危機！（「鑽石&珍珠」兼新年特別動畫，在「超級願望」時段播出。）
- 特別篇13

超夢夢 覺醒的序章（TV特別動畫、電影版「神速的蓋諾賽克特 超夢覺醒」前傳。）
- 特別篇14

天桐與小剛！暴鯉龍的龍鱗之怒！！（「超級願望」特別動畫，於「超級願望」完結後播出。）
- 特別篇15

艾莉絲VS小椿！通往龍之大師的道路！！（「超級願望」特別動畫, 於「超級願望」完結後播出。）
- 特別篇16

最強超進化～Act I（TV特別動畫，於「XY」時段播出，使用原創主角，替超進化做宣傳。）
- 特別篇17

最強超進化～Act II（TV特別動畫，於「XY」時段播出，替超進化及寶石重製做宣傳。）
- 特別篇18

最強超進化～Act III（TV特別動畫，於「XY」時段播出，替超進化及寶石重製做宣傳。）
- 特別篇19

最強超進化～Act IV（TV特別動畫，於「XY」時段播出，替超進化及寶石重製做宣傳。）

### 短篇OVA
- 皮卡丘的歡樂聖誕99

以關都末期為故事背景，共收錄「遊戲聖誕」「玩雪去」兩則小故事。
- 皮卡丘的歡樂聖誕2000

以城都初期為故事背景，共收錄「滑冰去」「聖誕夜」兩則小故事。
- 皮卡丘的歡樂聖誕2001

以城都中期為故事背景，共收錄「信使鳥的禮物」「白色故事」兩則小故事。
- 我們是皮丘兄弟

分為「風船騷動篇」和「派對騷動篇」。「風船騷動篇」和「歡樂聖誕2001」一同收錄在「皮卡丘歡樂大點名」，「派對騷動篇」則是日本後來另外推出的。
- 皮卡丘的夏日祭典

ANA機上限時放映，與電影版「裂空的訪問者」同年推出。
- 皮卡丘的鬼怪狂歡節

ANA機上限時放映，與電影版「夢幻與波導的勇者」同年推出。
- 皮卡丘的淘氣島

ANA機上限時放映，與電影版「保育家與蒼海的王子」同年推出。
- 皮卡丘探險俱樂部

ANA機上限時放映，與電影版「決戰時空之塔（帝牙盧卡VS帕路奇犽VS達克萊伊）」同年推出。
- 皮卡丘冰之大冒險

ANA機上限時放映，與電影版「騎拉帝納與冰空的花束」同年推出。
- 皮卡丘的閃亮大搜查！

ANA機上限時放映，與電影版「超克的時空」同年推出。
- 皮卡丘的奇怪奇怪大冒險

ANA機上限時放映，與電影版「幻影的霸者」同年推出。
- 皮卡丘的夏天橋梁故事（暫）

ANA機上限時放映，與電影版「比克提尼與黑/白英雄」同年推出。
- 唱歌美洛耶塔 尋找梨花果（暫）

於小學館雜誌Ciao（2012年8月號）上推出的附錄DVD，為短篇電影「美洛耶塔的閃亮音樂會」的特別動畫。
- 礦國的公主蒂安希

電影版「破壞之繭與蒂安希」前傳插曲。
- 胡帕的出來吧大作戰！！

電影版「光環的超魔神」特別系列宣傳動畫，共六回。
- 出來吧小魔神胡帕

電影版「光環的超魔神」前傳插曲，以電影預售票預約特典的形式推出。

### 週刊寶可夢放送局
《週刊寶可夢放送局》，於超世代（第二部動畫）播出時推出（2002年10月15日－2004年9月28日），內容以寶可夢的非主線動畫、綜藝節目，和回顧影集為主。

### 寶可夢星期天
繼週刊放送局後推出，內容以寶可夢的綜藝節目和回顧影集，及搜尋日常生活中各個令人好奇的問題為主。以報導寶可夢遊戲及動畫的最新消息而聞名，主持者為中川翔子及眾多藝人。

### 寶可夢Smash!

超級願望（第四部動畫）推出後，於2010年10月3日起播出，是延續寶可夢星期天的日本綜藝節目，內容類似寶可夢星期天，除了星期天延續的班底外，並把吉祥物換成第五世代的寶可夢，以及新的成員登場。

### 寶可夢GET☆TV

配合XY（第五部動畫）推出的節目，於2013年10月6日起播出，延續寶可夢Smash!的日本綜藝節目。

### 總集篇
回顧以前影集的剪輯動畫
- 寶可夢秋天的特別篇（1997年10月7日）
- 新年！寶可夢特別篇（1999年1月1日）
- 小智與小遙！在芳緣的熱血戰鬥！！（2005年3月24日大型慶典前的特輯）
- 小智與小光！朝新的冒險邁進！！（2007年9月27日華麗大賽前的特輯）
- 不可思議的生物 寶可夢！（2009年3月26日前往第六道館前的特輯）
- 新年！寶可夢首次搞笑特別節目！！（2013年1月3日新年特輯）

### 3D電影
- 2005-尋找夢幻！（日本推出）
- 2006-皮卡丘的海底大冒險（日本電影院上映）

### 科學影片
- 2003年，為配合即將上映的超世代電影版「七夜的許願星」，由天文館推出寶可夢的天文影片「來自天空的挑戰」。
- 2011年开始，於日本各地的科學博物館推出了以超級願望系列相关的「光與影的渾天儀」（光と影のテンキュウギ）短片。
- 2014年又於日本各地的科學博物館推出了以XY系列相关的「宇宙的碎片」（宇宙の破片）短片。

### 宣傳動畫
- 動畫製作組曾在2012年，為配合即將推出的電玩「寶可夢黑版2・白版2」，而製作相關的宣傳動畫影片，並於網路上公開。除了採用電玩的男主角作為視點外，還是高品質作畫，甚至加入了人聲配音，而廣受好評，同時還搶先公佈了館主小菊兒的新造型。
- 之後於宣傳用的DVD上還收錄了女主角的道館賽橋段，該橋段後來官方亦於網路上公開[28]。
- 於2012年11月1日，官方又再度大動作的製作動畫短片替遊戲做宣傳，這次是替外傳遊戲「寶可夢不可思議的迷宮偉大之門與∞迷宮」做宣傳。此宣傳PV分為三部短片，其中兩片為宣傳動畫，剩下一片則為純廣告PV。在聲優方面更是大手筆的請來了一些大牌聲優來配寶可夢，片中的皮卡丘由釘宮理惠擔綱演出，主角水水獺則是由小清水亞美來配。
- 同「黑版2·白版2」的宣傳動畫，此PV之後亦有推出宣傳用的DVD，並增加了一些特別橋段。
- 之後於2014年11月，官方又再次推出以寶石版重製「終結紅寶石·初始藍寶石版」為主的宣傳動畫影片。該影片主打百萬進化，並將「終結紅寶石·初始藍寶石版」中新登場的百萬進化寶可夢全數納入。

### 特別動畫
隨著《寶可夢 X·Y》推出，官方在2013年8月宣布製作以系列第一作《寶可夢 紅·綠》為藍本的動畫《寶可夢 THE ORIGIN》。該動畫內容與主系列動畫無關、呈現原作遊戲的風格並與新作互相連結，讓超級噴火龍X於劇中登場。

## 廣播劇
寶可夢的廣播劇由1997年10月到2001年3月的日本廣播節目「寶可夢時間」所推出，分別為1998年初的「白色的明天！火箭隊」和1999年底的「超夢的誕生」。
於「超級願望」中期又再次推出其相關廣播節目。

## 漫画
寶可夢包含了多種不同作品的延伸漫畫，大多是由日本小學館發行。其中以行銷國際市場的《寶可夢特別篇》（神奇寶貝特別篇），以及與寶可夢初代遊戲幾乎同步連載的首個同名搞笑漫畫作品（青文譯《寶可夢歡樂祭》，通稱皮皮傳/穴久保版）最具代表性，這兩部作品也是唯二從初代連載至今仍持續運行的作品。在許多場合中「寶可夢漫畫」一詞基乎等同於《寶可夢特別篇》。
其他延伸漫畫還包含《寶可夢全書（初代）》、《電擊皮卡丘》（改編自初代動畫版）、《皮卡丘大冒險 我愛PiPiPi》（寶可夢首個少女漫畫作品）、《寶可夢一把抓》（寶可夢大搜捕）、《寶可夢金.銀版 黃金少年》、《寶可夢鑽石.珍珠篇》（DP物語）、《寶可夢RéBURST》（寶可夢首個連載於少年週刊雜誌的漫畫作品，於第五世代時推出）、《一起來玩寶可夢卡牌遊戲吧～!》（自X.Y版起宣傳卡牌遊戲的漫畫，除特別篇和皮皮傳外跨越超過兩個世代的連載作品）等多個作品。
除了各種延伸漫畫外，還有另外推出TV動畫版及電影版的的彩映版漫畫、改編自TV動畫版及電影版的延伸漫畫、以及四格漫畫等，另外官方偶爾也會在網路上推出一些短篇漫畫。

## 文化影响

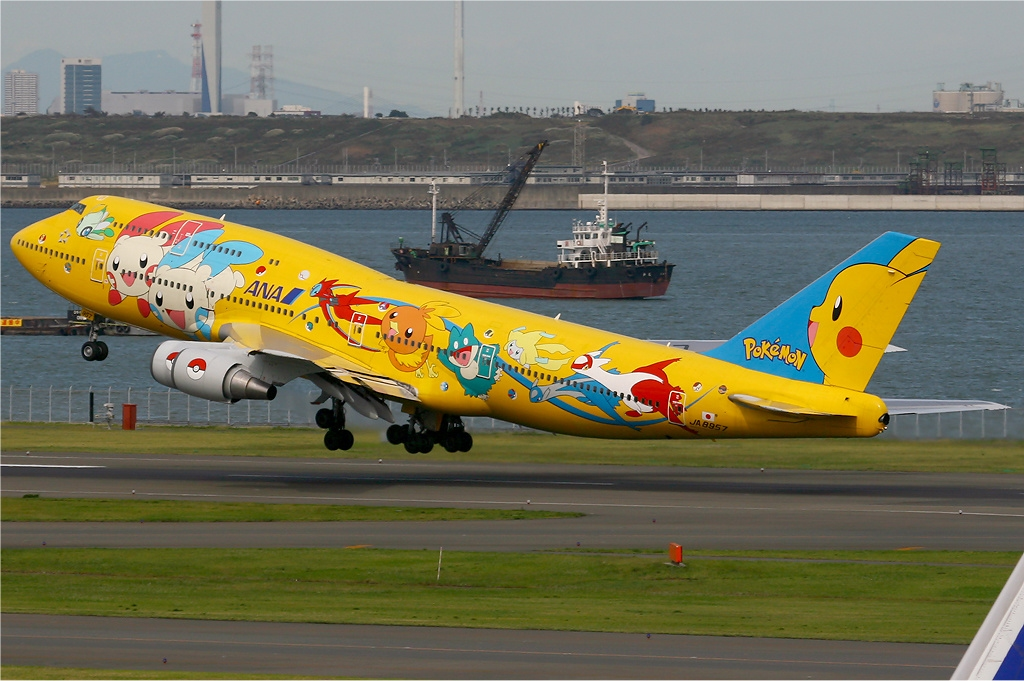
繪有寶可夢圖案的全日空波音747-400D客機，現已退役

2000年后半年，一场被称为的现场动作表演来到了英国。它以宝可梦动画版为基础，但是也有一些有关联性的连续的错误。在2002年晚些时候，这场Live决定巡回欧洲，但是因为未知的原因被取消，估计是资金不足。
寶可夢成为了一种流行，而且无疑是流行文化的组成部分。寶可夢中的人物成为了流行文化的标志，比如在梅西百货感恩节大游行中出现的皮卡丘的气球、日本全日空所属绘有寶可夢图样的波音747-400D和波音777-300（寶可夢飛機），以及上千种商品，2005年在名古屋和2006年在台北的等。在1999年的一期时代杂志上，寶可夢成为了封面人物。喜剧中心（Comedy Central）电视台的节目Drawn Together中，有一个被称作Ling-Ling的角色就是以皮卡丘为蓝本。还有一些其它的电视节目，比如ReBoot，和《南方公园》等也有角色或情节模仿寶可夢。
2018年，意大利潮流品牌GCDS把元素帶到時裝展中，模特兒穿上以Pikachu等為主題的時裝。

### 科學名稱
癌基因Zbtb7在2005年被公佈時，本來命名，取自「POK erythroid myeloid ontogenic factor」的縮寫，因為受到寶可夢美國分公司抗議而改名。
與動態視力有關連的一種細胞外基質蛋白皮卡丘素（Pikachurin），其名字源自皮卡丘。

## 評價

### 觀眾反應
1997年12月16日在播放期間，發生3D龍事件，而該動畫亦因而停播一段時間。有685個日本觀眾因觀看了動畫第38話電腦戰士3D龍，而發生急性強光過敏症被送醫救治。事因這一話中，有明亮的藍光和紅光，在5秒內反覆交替過百次，而造成部份觀眾昏厥不適。含香港的TVB、台灣的中國電視公司在內，全球都不再播放此集。
《寶可夢》動畫版在國際上其他地區，也有因文化因素、政治因素，或含有不被當地民情接受的內容，出現禁播部分片段、集數的情形，例如北美區無印第35話「迷你龍的傳說」，因其中含有槍枝的畫面遭到禁播。另外，國外也有部分電視台，引進之後修改為較符合當地民情的內容，與日本原版內容出現落差。

### 政府反應
2001年，沙特阿拉伯下令禁止寶可夢的電子遊戲及卡片。該政府官方認為它們帶有猶太復國主義、基督教及共濟會的象徵符號及有賭博成分。同年阿拉伯聯合酋長國的宗教委員會發出不具法律效力的教令，禁止寶可夢遊戲，理由是它們鼓吹賭博及宣揚進化論,不符合伊斯蘭教的教義。一些中東國家有謠言指寶可夢是猶太人的一項陰謀，意圖令兒童背棄伊斯蘭教。任天堂公司及寶可夢公司已經否定謠言。

## 相關設施

### 寶可夢中心
為了拓展相關產品的事業，因此日本共推出10間寶可夢中心（ポケモンセンター）：東京、橫濱、名古屋、大阪、福岡、仙臺、札幌、千葉、廣島、京都。

### 寶可夢樂園
為了2005年的世界博覽會，因此設置了寶可夢樂園－（簡稱）。位於愛知縣名古屋市。開放時間為2005年3月18日～9月25日。共吸引400多萬人次。
2006年則抵達台灣，開放時間為2006年6月23日－9月24日，地點在台北。爾後將會去世界各地（內定有美國、中國上海、歐洲等地）輪流展出。

## 外部連結
- 日本宝可梦官方網站 （页面存档备份，存于）
- 美國宝可梦官方網站 （页面存档备份，存于）
- 中國大陸宝可梦官方網站 （页面存档备份，存于）
- 香港宝可梦官方網站 （页面存档备份，存于）
- 台灣宝可梦官方網站 （页面存档备份，存于）